# Веартаун (Њу Џерзи)
Веартаун (енгл. Waretown) насељено је место без административног статуса у америчкој савезној држави Њу Џерзи.

## Демографија
По попису из 2010. године број становника је 1.569, што је 13 (-0,8%) становника мање него 2000. године.
| Група             | 2000.         | 2010.         |
| Белци             | 1.518 (96,0%) | 1.501 (95,7%) |
| Афроамериканци    | 7 (0,4%)      | 7 (0,4%)      |
| Азијати           | 5 (0,3%)      | 8 (0,5%)      |
| Хиспаноамериканци | 36 (2,3%)     | 37 (2,4%)     |
| Укупно            | 1.582         | 1.569         |